# Kwadwo Asamoah
Kwadwo Asamoah (* 9. Dezember 1988 in Accra) ist ein ehemaliger ghanaischer Fußballspieler. 2008 belegte er mit der ghanaischen Nationalmannschaft den dritten Platz beim Afrika-Cup.

## Karriere
Kwadwo Asamoah begann seine Karriere bei Deportivo FC, einem Verein aus Mampong in der Ashanti Region. 2006 wurde er dann von Alhaji Sly Tetteh gefördert, der ihn zu den Liberty Professionals aus der Ghana Premier League holte. 2007 war er neben Sieger Kweku Essien und Alhaji Sanni einer von drei Nominierten für die Auszeichnung „Best Player of the season“.
2008 wurde Asamoah von Claude Le Roy in das Aufgebot Ghanas für den Afrika-Cup 2008 berufen. Er kam während des Turniers im Spiel um Platz drei gegen die Elfenbeinküste kurz vor Spielende zum Einsatz und gab damit sein Debüt in der ghanaischen Nationalelf. Zuvor kam er bereits in der Olympiamannschaft (U-23) während der Qualifikation für die Olympischen Sommerspiele 2008 zum Einsatz und stand im Aufgebot der A-Nationalelf beim Vier-Nationen-Turnier in Ghana im November 2007.
Nach dem Afrika-Cup 2008 wurde Kwadwo Asamoah vom Schweizer Klub AC Bellinzona verpflichtet, wegen Problemen mit der Aufenthaltserlaubnis aber zunächst für ein halbes Jahr an den italienischen Erstligisten FC Turin verliehen, ohne dass er dort zum Einsatz kam. Zur Saison 2008/09 wurde er erneut nach Italien zu Udinese Calcio verliehen, die ihn am Saisonende weiter verpflichteten. In den folgenden drei Spielzeiten wurde der Mittelfeldspieler Stammkraft bei den Friulen und absolvierte insgesamt 114 Serie-A-Partien, in denen er acht Treffer erzielte. Bei der Fußball-Weltmeisterschaft 2010 in Südafrika absolvierte Asamoah drei Spiele für Ghana und scheiterte im Viertelfinale erst im Elfmeterschießen an Uruguay.
Am 2. Juli 2012 kaufte der italienische Rekordmeister Juventus Turin für neun Millionen Euro die Hälfte seiner Transferrechte und verpflichtete ihn damit. Am 11. August 2012 erzielte Kwadwo Asamoah bei seinem Pflichtspieldebüt im Supercup-Finale gegen den SSC Neapel auf Anhieb einen Treffer und verhalf der Juve damit zum 4:2-Sieg nach Verlängerung.
Am 13. Mai 2014 wurde Asamoah in den Kader der ghanaischen Fußballnationalmannschaft für die Weltmeisterschaft 2014 berufen.
Im Juni 2018 wechselte Asamoah zu Inter Mailand.

## Erfolge und Auszeichnungen
- Italienischer Supercupsieger: 2012, 2013, 2015
- Italienischer Meister: 2012/13, 2013/14, 2014/15, 2015/16, 2016/17, 2017/18
- Italienischer Pokalsieger: 2014/15, 2015/16, 2016/17, 2017/18
- Team des Jahres der Serie A: 2014